# Bajoncillo
El bajoncillo es un instrumento musical de viento-madera de la familia del bajón, parecido al fagot, y se usaba antiguamente en las iglesias de España para acompañar el canto. 
La palabra bajoncillo designaba a los bajones pequeños, que se adaptaban a los tonos de tiple, de contralto y de tenor, dejando la simple palabra bajón, por defecto, para designar al adaptado a la tesitura de bajo, que era el más utilizado.
El término «bajoncillo» designa también un registro del órgano.
- Datos: Q5716913